# William Cleary
Pour les articles homonymes, voir Cleary.
William Cleary est un joueur américain de hockey sur glace né le 19 août 1934 à Cambridge (Massachusetts).
Il est le frère du joueur de hockey sur glace Bob Cleary.

## Biographie
Lors des Jeux olympiques d'hiver de 1956, il remporte la médaille d'argent et lors des Jeux olympiques d'hiver de 1960, il remporte la médaille d'or avec l'équipe des États-Unis.